# Xerocomellus zelleri
A Xerocomellus zelleri, comumente conhecida como boleto de Zeller, é uma espécie de cogumelo comestível da família Boletaceae. Descrita cientificamente pela primeira vez pelo micologista americano William Alphonso Murrill em 1912, a espécie foi classificada por vários autores em vários gêneros, incluindo Boletus, Boletellus e Xerocomus. Encontrados apenas no oeste da América do Norte, da Colúmbia Britânica ao sul do México, os basidiomas se distinguem por seus píleos marrom-avermelhados escuros a quase pretos com superfícies irregulares, os poros amarelos na parte inferior do píleo e os estipes amarelos com listras vermelhas. O fungo cresce no verão e no outono no solo, geralmente em florestas de abeto-de-douglas ou em suas margens. O desenvolvimento dos basidiomas é gimnocárpico, o que significa que o himênio aparece e se desenvolve até a maturidade em um estado exposto, sem nenhuma membrana protetora.

## Taxonomia
A Xerocomellus zelleri foi descrita pela primeira vez pelo micologista americano William Alphonso Murrill em 1912, com base em espécimes que ele encontrou no campus da Universidade de Washington. Murrill a chamou de Ceriomyces zelleri antes de mudar o gênero mais tarde naquele ano para Boletus. Em 1944, Walter Henry Snell achou que o táxon seria mais apropriado no gênero Xerocomus. Em 1959, os micologistas Rolf Singer, Snell e Esther A. Dick transferiram a espécie para Boletellus, explicando que a microestrutura da trama e a fraca ornamentação dos esporos eram inconsistentes com a colocação em Xerocomus. O micologista americano Harry D. Thiers, em sua monografia de 1976 sobre boletos norte-americanos, afirmou que não conseguiu encontrar consistentemente ornamentação nos esporos do material que coletou e preferiu colocar a espécie em Boletus. Em 2011, foi transferida para o gênero Xerocomellus.
O epíteto específico zelleri foi escolhido por Murrill para homenagear o professor Sanford Myron Zeller, micologista da Universidade Estadual do Oregon, que acompanhou Murrill em sua expedição a Seattle e descobriu os primeiros espécimes do cogumelo.

## Descrição
O píleo tem normalmente entre 4-12 cm de diâmetro, inicialmente convexo, mas um pouco achatado na maturidade. É carnudo, com uma superfície aveludada irregular e marrom escura a quase preta; a margem do píleo é de cor creme pálido. Os espécimes jovens são cobertos por uma florescência acinzentada.

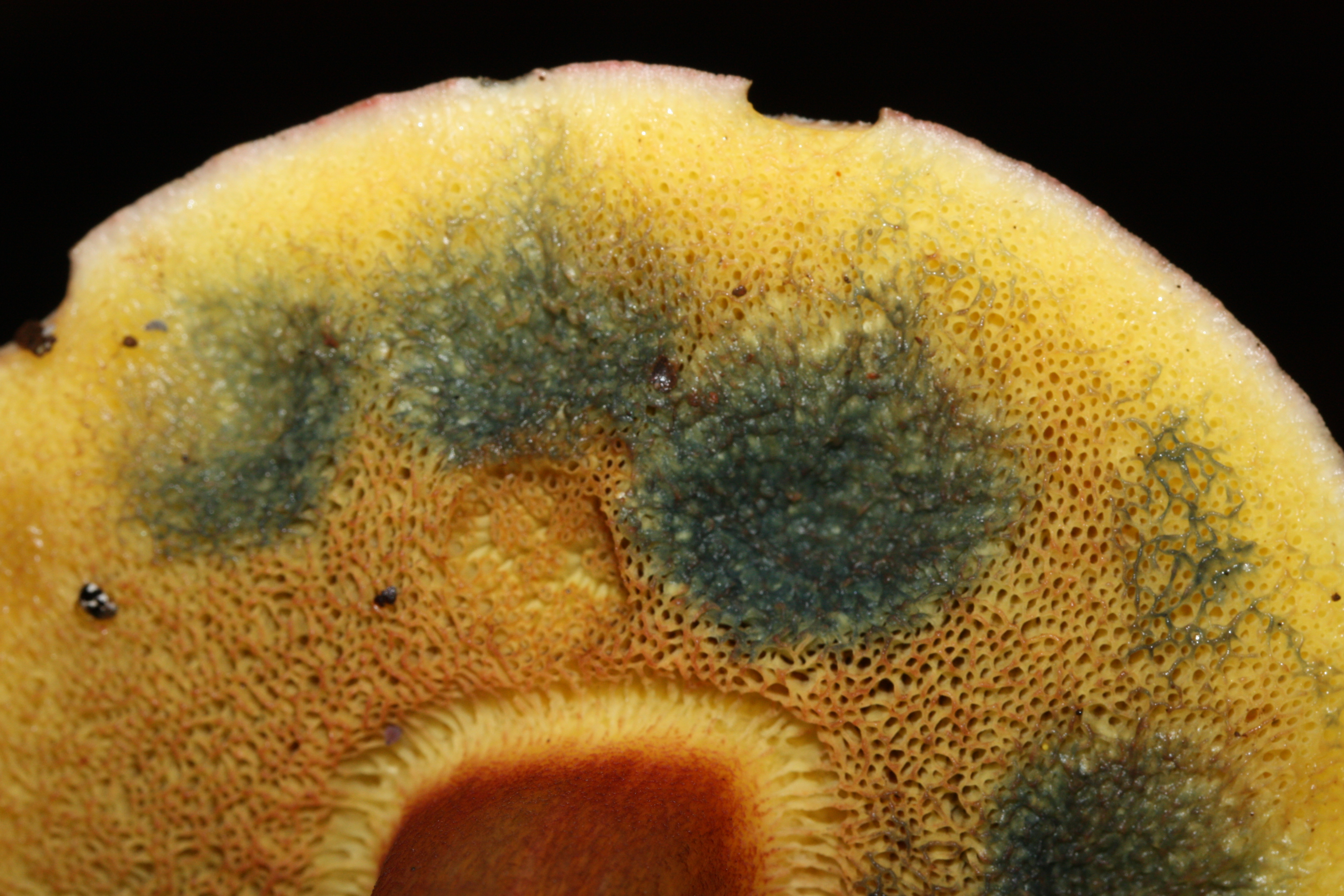
A carne, de amarela a amarela suja, apresenta hematomas azuis inconsistentes quando cortada ou ferida.

Os tubos que compõem a superfície inferior do píleo (o himênio) têm até 1,5 cm de comprimento e são angulares, amarelos, tornando-se amarelo-sujo e, por fim, amarelo-esverdeado; há 1 a 2 poros por milímetro na superfície do himênio. Eles podem ficar levemente amarronzados quando expostos ao ar por algum tempo. A carne é amarela a amarela-suja, com até 1,5 cm de espessura, e inconsistentemente mancha-se de azul quando cortada ou ferida. O estipe tem até 12 cm de altura, 1 a 3 cm de espessura e é inchado em direção à base; é sólido (não oco), com carne fibrosa. A superfície do estipe é vermelha ou amarelada com listras vermelhas, frequentemente branca ou amarela na base; na maturidade, o estipe envelhece para vermelho-amarelado a vermelho-escuro. A esporada é marrom-oliva; em uma fonte é dito que fazer a impressão dos esporos pode resultar em "muito suco amarelo no papel".
Os esporos têm formato elipsoide, são lisos e têm dimensões de 12-16 por 4-6 μm, embora ocasionalmente irá existir alguns "esporos gigantes" com comprimentos de até 24 μm. Os basídios, as células portadoras de esporos, têm 26-35 por 9,5-12 μm e quatro esporos. Os cistídios são aproximadamente cilíndricos e de paredes finas, com dimensões de 38-77 por 5,5-14,8 μm. Não há fíbulas presentes nas hifas. O tecido do basidioma apresenta uma coloração esverdeada quando uma gota de solução de amônia é aplicada.

### Comestibilidade
A Xerocomellus zelleri é uma espécie comestível, embora se deva tomar cuidado para garantir que os espécimes coletados para consumo estejam livres de larvas de mosca. Em seu livro 100 Edible Mushrooms, Michael Kuo atribuiu ao cogumelo uma classificação de comestibilidade de "medíocre". Não há odor distinguível e o sabor é alternadamente descrito como suave ou levemente ácido. A descrição original da espécie observou que a textura era "levemente mucilaginosa". O cogumelo é adequado para conservação ou desidratação, ou como complemento para adicionar volume a um prato. É colhido e vendido comercialmente em mercados locais na Colúmbia Britânica, Canadá.

### Espécies semelhantes
A Xerocomellus chrysenteron [en] tem um píleo marrom-oliva que racha, expondo a carne que envelhece até ficar vermelho-rosada. A Boletellus chrysenteroides, encontrada apenas no leste da América do Norte, tem um píleo de aveludado a liso, marrom-avermelhado escuro e rachado, com carne exposta pálida. A  Aureoboletus mirabilis também é semelhante.

## Desenvolvimento do cogumelo

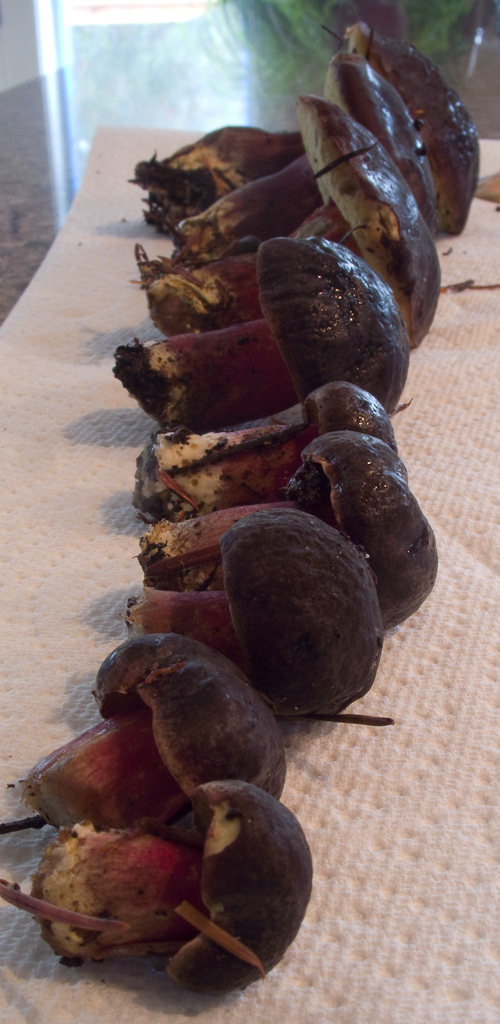
Uma coleção da Floresta Banner, Condado de Kitsap, Washington, EUA

Em 1914, Zeller publicou um estudo sobre o desenvolvimento do cogumelo, possibilitado pela frutificação prolífica do fungo que ocorreu em Seattle no outono de 1912. O desenvolvimento foi estudado por meio do exame de seções finas de tecidos em diferentes estágios de desenvolvimento, seguido pelo uso de corantes histológicos para a diferenciação de tecidos e estruturas. A forma de crescimento do Xerocomellus zelleri é chamada de gimnocárpica, o que significa que o himênio aparece e se desenvolve até a maturidade em um estado exposto, sem estar envolto por nenhuma membrana protetora. Nesse tipo de desenvolvimento, o píleo é formado a partir de hifas na parte superior do estipe e, posteriormente, se expande com o crescimento para as margens; o himênio se forma mais tarde sob o píleo em uma direção afastada do centro.
Os cogumelos se originam como minúsculos basidiomas, chamados de "alfinete" devido ao seu formato, de um micélio amarelo que forma um tapete e tende a engolir agulhas de pinheiro. Os alfinetes, normalmente com 1-2 mm de diâmetro, se alongam verticalmente até a altura ficar aproximadamente três ou quatro vezes maior do que a espessura. Até esse ponto, o basidioma é uma massa homogênea de tecido. Ele se diferencia simultaneamente em píleo e estipe ao longo de um plano de clivagem (um eixo ao longo do qual ocorre qualquer divisão celular) de fora para dentro, o que dá origem a um sulco profundo que circunda o basidioma. O himênio é formado no teto desse sulco, crescendo para dentro e para cima a partir da borda externa. O píleo se desenvolve a partir da seção superior dessa divisão e o estipe a partir da seção inferior.

## Habitat e distribuição

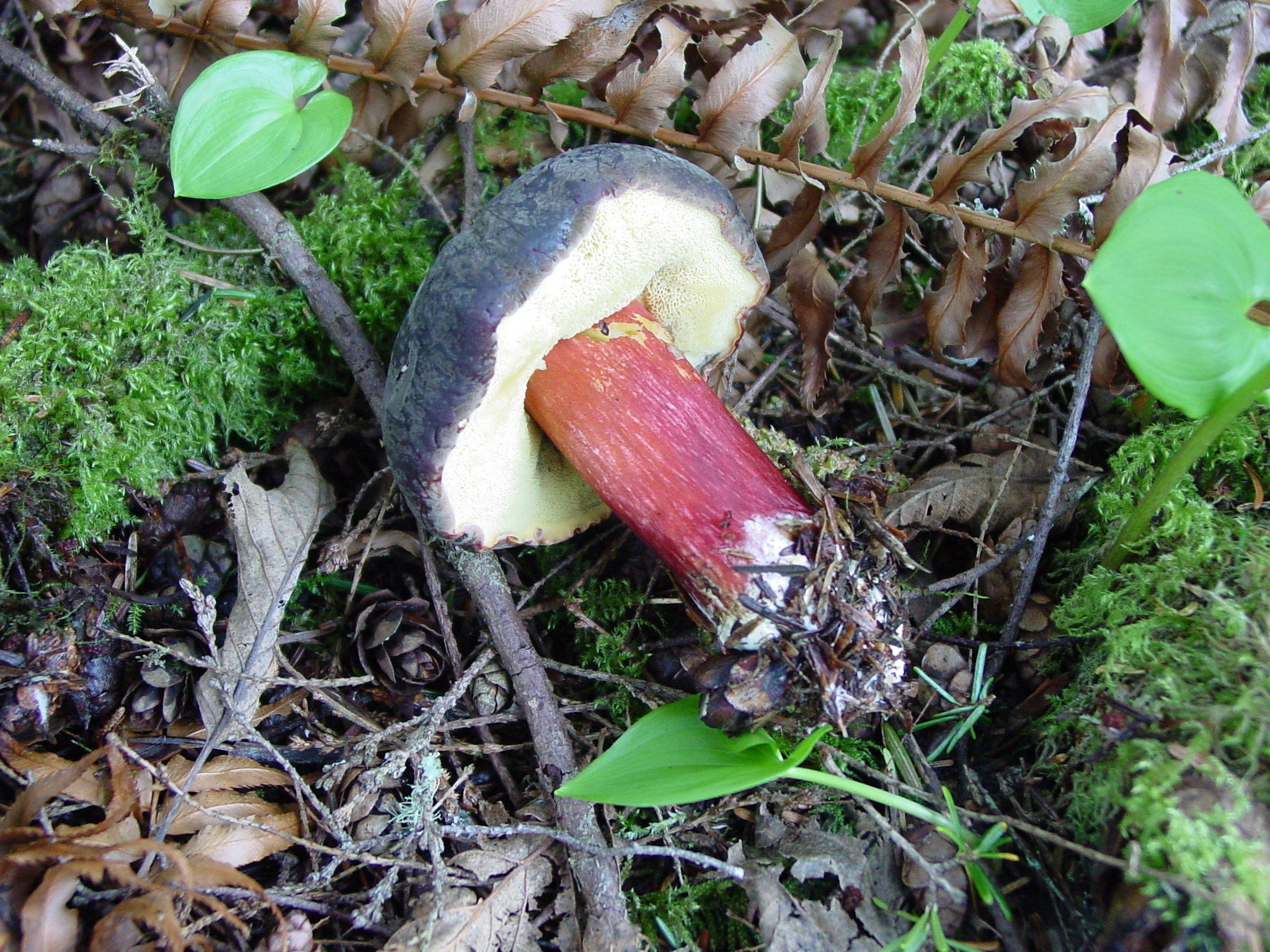
No Condado de Lincoln, Oregon

Essa espécie cresce solitariamente ou em pequenos grupos, no solo ou em matéria vegetal em decomposição no solo de florestas de coníferas maduras, ocasionalmente abundante nas bordas gramadas da floresta, raramente em troncos de coníferas mal decompostos. É um cogumelo ectomicorrízico, o que significa que as hifas fúngicas formam revestimentos ao redor das raízes de determinadas árvores, trocando nutrientes com elas em uma relação mutualística. O fungo se associa com amieiro, álamo e outras madeiras de lei, e foi demonstrado em cultura de laboratório que forma ectomicorrizas com a tsuga (Tsuga heterophylla). Entretanto, o fungo pode ter tendências saprófitas, pois foi observado que ele cresce sob a sequoia-costeira (as vezes na madeira apodrecida de troncos velhos), uma árvore que não é conhecida por formar micorrizas. Sabe-se que ele forma longos rizomorfos (agregações de hifas que se assemelham a raízes) e foi observado como sendo mais abundante em locais com madeira enterrada do que sem ela. Na Colúmbia Britânica ocorre do verão ao início do inverno, embora também apareça com pouca frequência no início da primavera. Na Califórnia, o cogumelo geralmente frutifica após o período chuvoso do outono até março ou abril. A coloração escura do píleo torna essa espécie difícil de ser notada, "a menos que se tenha um vislumbre do himênio amarelo". Os cogumelos são consumidos pela toupeira Neurotrichus gibbsii.
O Xerocomellus zelleri está distribuído na América do Norte no noroeste do Pacífico, ao sul até a Califórnia e o México. No México, foi relatada em florestas nubladas de alta altitude de Fagus mexicana, um habitat raro e ameaçado de extinção.

## Química
Foi demonstrado que o Xerocomellus zelleri contém os compostos alcaloides feniletilamínicos tiramina, N-metiltiramina e hordenina, embora o significado quimiotaxonômico disso não esteja claro.

## Links externos
- Mídia relacionada a Xerocomellus zelleri no Wikimedia Commons
- Dados relacionados ao Xerocomellus zelleri no Wikispecies
- Fotografias no Mushroom Observer